# فوگنزو
فوگنزو (به ژاپنی: 普賢象 フゲンゾウ fugenzo) نام علمی
(Cerasus lannesiana 'Albo-rosea' Makino) نام یک نوع درخت ساکورای باغی است. فوگنزو یکی از انواع بسیار قدمت‌دار ساکورا به‌شمار می‌آید. امروزه به‌طور گسترده کاشته می‌شود. قسمت بیرونی گلبرگ آن قرمز است و قسمت داخلی آن به رنگ صورتی نزدیکتر است. دو مادگی دارد. رنگ برگ آن مایل به بنفش است که همزمان با گل آن رشد می‌کند.
- تعداد گلبرگ: ۲۰–۵۰ عدد
- رنگ: صورتی مایل به قرمز
- قطر گل: ۴٫۲ تا ۵٫۲ سانتیمتر
- زمان گل‌دهی:اواسط آوریل
- محل نمونه:باغ گیاه‌شناسی جنگل تاما و پارک شینجوکو گیوئن